# Павловка (Ставропольский край)
Па́вловка — хутор в Андроповском районе (муниципальном округе) Ставропольского края России.

## География
Расстояние до краевого центра: 49 км.
Расстояние до районного центра: 29 км.

## История
До переписи населения 1989 года хутор Павловка был упразднён. В соответствии с Законом Ставропольского края от 17 декабря 1997 года № 34-кз, хутор был восстановлен в учётных данных по Водораздельному сельсовету.
До 16 марта 2020 года входил в состав муниципального образования сельское поселение Водораздельный сельсовет.

## Население
| 2002 | 2010 | 2011 | 2014 | 2021 |
| ---- | ---- | ---- | ---- | ---- |
| 8    | ↗33  | ↘25  | ↗33  | ↘29  |

По данным переписи 2002 года 100 % населения — кумыки.

## Инфраструктура
В Павловке одна улица — Фермерская. В границах хутора находится общественное закрытое кладбище площадью 2000 м².